# 塔朗河
塔朗河（法語：Talent）是瑞士联邦沃州的一条小河流，发源于若拉森林（Bois du Jorat），沿途城镇有蒙特龙、埃沙朗和沙沃尔奈，在接纳了诺宗河（Nozon）之后，汇入奥尔伯河，更名蒂耶勒河，最终注入纳沙泰尔湖